# 愛知県道296号小垣江安城線
愛知県道296号小垣江安城線（あいちけんどう296ごう おがきえあんじょうせん）は、愛知県刈谷市から安城市に至る一般県道である。

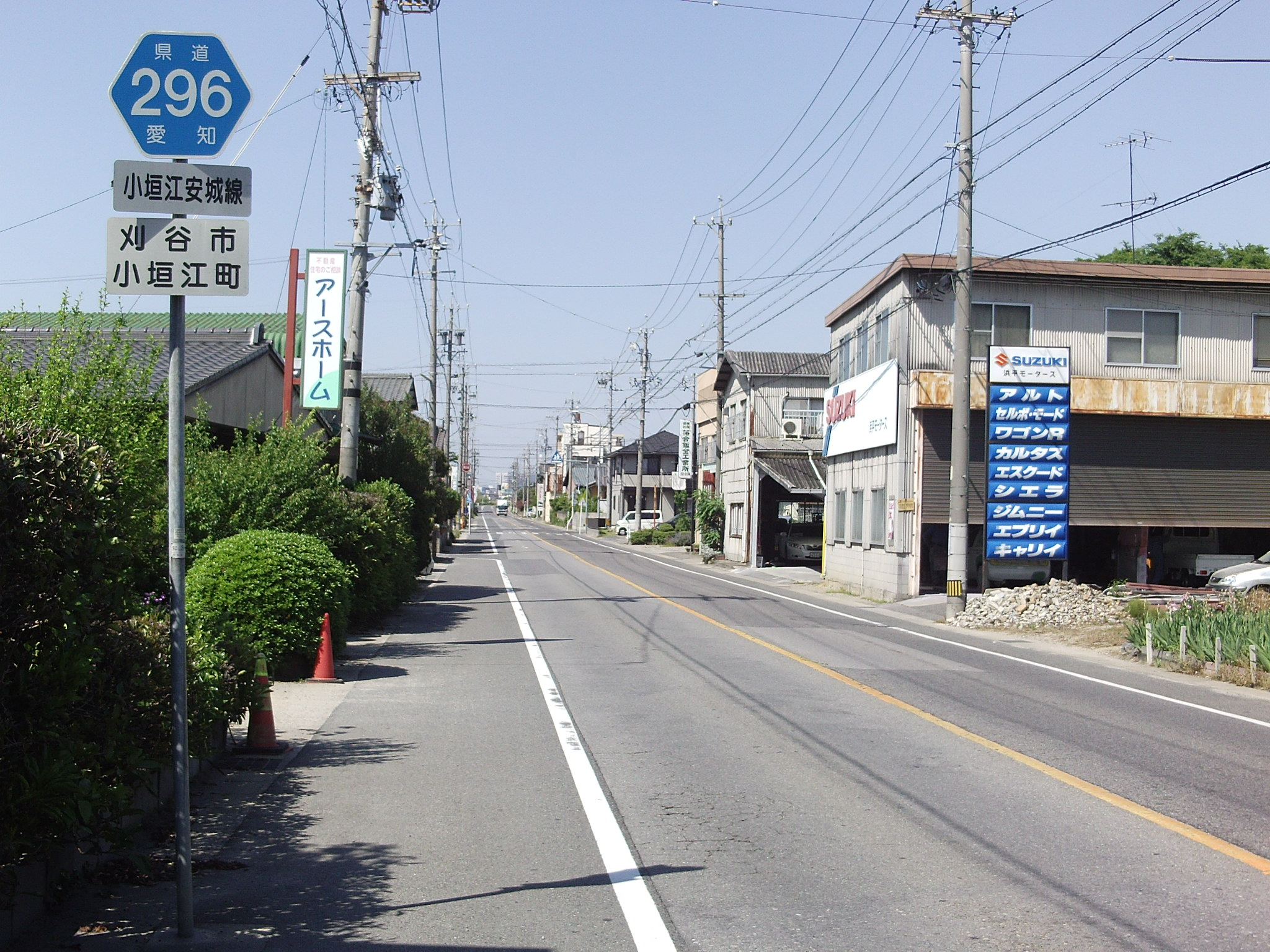
小垣江町の起点。付近には刈谷自動車学校がある。

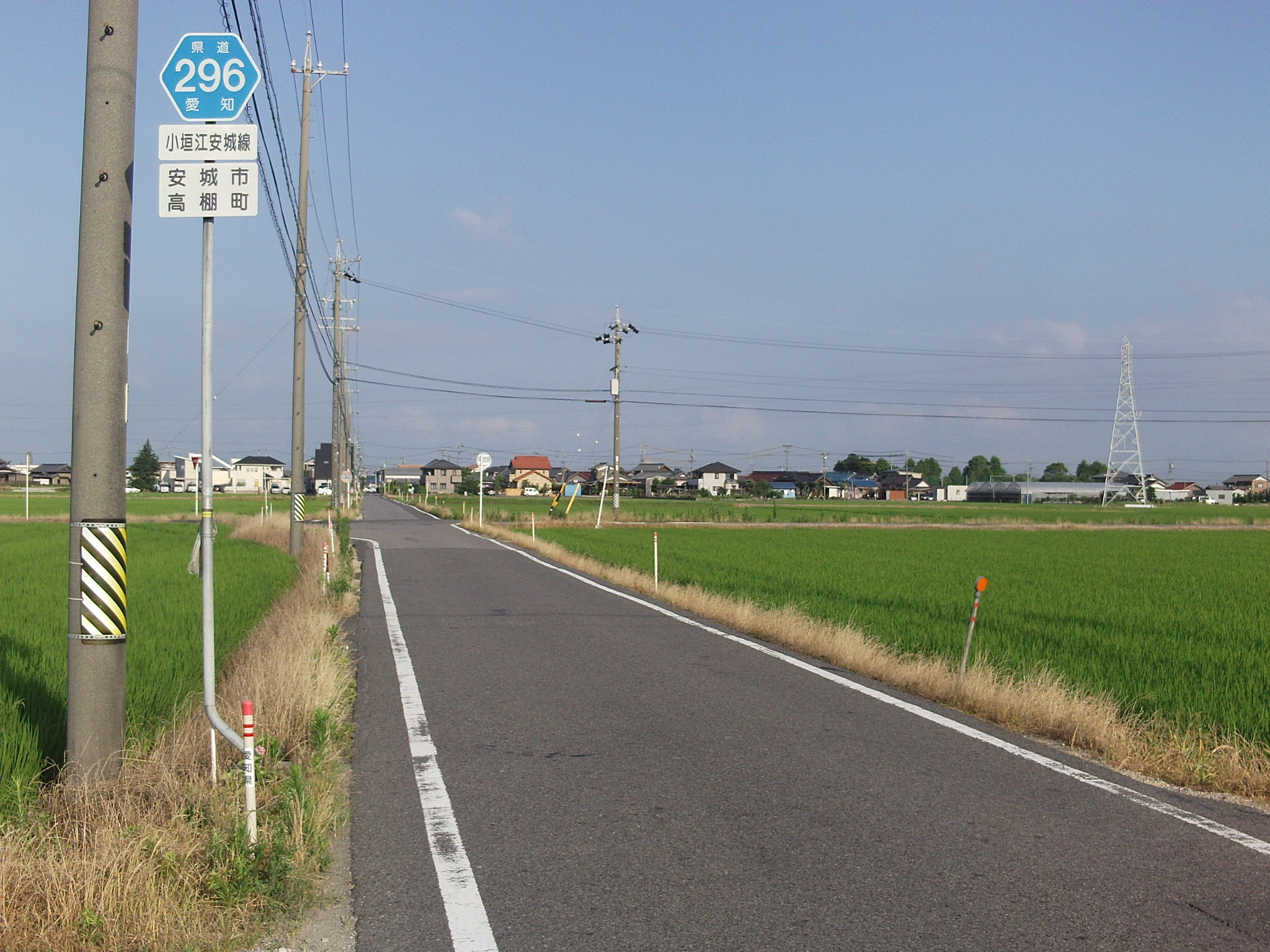
安城市側。「日本デンマーク」と呼ばれる安城の田園地帯を通る。

## 概要

### 路線データ
- 起点：愛知県刈谷市小垣江町（愛知県道50号名古屋碧南線交点）
- 終点：愛知県安城市三河安城南町（愛知県道12号豊田一色線・愛知県道48号岡崎刈谷線交点）
- 全長：約8.0km

## 沿革
- 1959年12月15日：認定

## 通過する自治体
- 愛知県
  - 刈谷市
  - 安城市

## 接続する道路
- 愛知県道50号名古屋碧南線（小垣江町本郷下交差点）
- 国道419号（半城土町西十三塚交差点・上沢渡東交差点間で重複）

この間幅員狭小
- 愛知県道245号半城土広小路線（半城土町大原交差点）

この間幅員狭小
- 国道23号（知立バイパス）高棚北インターチェンジ

この間幅員狭小
- 愛知県道47号岡崎半田線（箕輪青木交差点-箕輪町北交差点で重複）
- 愛知県道12号豊田一色線（箕輪町北交差点、三河安城南町交差点）
- 愛知県道48号岡崎刈谷線・愛知県道298号安城知立線（西尾街道）（三河安城南町交差点）

## 周辺
- 刈谷記念病院
- クアーズテック刈谷事業所
- 刈谷市立依佐美中学校
- デンソー高棚製作所
- 三河安城小学校